# Miss Universo Tailandia 2020
Miss Universo Tailandia 2020 fue la 21.ª edición del concurso Miss Universo Tailandia. Se llevó a cabo el 10 de octubre de 2020 en el True Icon Hall de Iconsiam. Paweensuda Drouin, Miss Universo Tailandia 2019, coronó a Amanda Obdam como su sucesora al final del evento. Obdam representó a Tailandia en Miss Universo 2020 y terminó en el Top 10 de semifinalistas.

## Resultados
Colores clave
- Declarada como la ganadora en un concurso Internacional.
- Terminó como finalista en un concurso internacional.
- Terminó como semifinalista o cuartofinalista en un concurso internacional.
- No clasificó.

| Posición                     | Candidata | Concurso internacional | Posición alcanzada |
| ---------------------------- | --- | ---------------------- | ------------------ |
| Miss Universo Tailandia 2020 | - Phuket - Amanda Obdam | Miss Universo 2020     | Top 10             |
| Primera finalista            | - Chiang Mai - Praveenar Singh |                        |                    |
| Segunda finalista            | - Prachuap Khiri Khan - Punika Kulsoontornrut |                        |                    |
| Tercera finalista            | - Chumphon - Praewwanich Ruangthong |                        |                    |
| Cuarta finalista             | - Chiang Mai - Alexandra Hänggi |                        |                    |
| Top 10                       | - Bangkok - Chanakarn Suksatit - Bangkok - Patitta Suntivijj - Chiang Mai - Emmy Sawyer - Phetchaburi - Thaweeporn Phingchamrat - Phuket - Benjarat Akkarawanichsil Aebi |                        |                    |
| Top 20                       | - Bangkok - Arisara Purechatang - Bangkok - Nuttha Thongkaew - Bangkok - Pornpreeya Jumnongbut - Bangkok - Radamanee Kanjanarat - Chiang Mai - Wanvisa Maya Goldman - Chumphon - Jareerat Petsom - Khon Kaen - Wichuda Kamyos - Nakhon Pathom - Natthapat Pongpraphan - Saraburi - Sirilux Songsri - Sukhothai - Thidapon Ketthong |                        |                    |

## Premios

### Premios especiales
| Premio                     | Candidata                                                                                 |
| -------------------------- | ----------------------------------------------------------------------------------------- |
| Comodín del Voto Popular   | - Chiang Mai - Praveenar Singh                                                            |
| Comodín del Discurso       | - Phuket - Amanda Obdam                                                                   |
| Comodín del Retrato        | - Chumphon - Praewwanich Ruangthong                                                       |
| Comodín de Traje de Baño   | - Prachuap Khiri Khan - Punika Kulsoontornrut                                             |
| Miss Belleza Real, Tú Real | - Prachuap Khiri Khan - Punika Kulsoontornrut                                             |
| Miss Piel Perfecta         | - Chiang Mai - Praveenar Singh                                                            |
| Miss Prissana              | - Phuket - Amanda Obdam                                                                   |
| Miss Prissana Voto Popular | - Chiang Mai - Emmy Sawyer - Chiang Mai - Alexandra Hänggi - Chiang Mai - Praveenar Singh |

### Tiara Dorada
| Premio                                | Candidata                                        |
| ------------------------------------- | ------------------------------------------------ |
| Tiara Dorada (Elección del Público)   | - Chiang Mai - Praveenar Singh                   |
| Tiara Dorada (17 Votos de los Jueces) | - Chiang Mai - Emmy Sawyer                       |
| Tiara Dorada (16 Votos de los Jueces) | - Bangkok - Chaythanus Saradatta (Descalificada) |
| Tiara Dorada (16 Votos de los Jueces) | - Phuket - Amanda Obdam                          |
| Tiara Dorada (13 Votos de los Jueces) | - Chumphon - Praewwanich Ruangthong              |

### Comodín de Voto Popular
| Premio   | Candidata |
| -------- | --- |
| Ganadora | - Chiang Mai - Praveenar Singh |
| Top 10   | - Phuket - Amanda Obdam - Prachuap Khiri Khan - Punika Kulsoontornrut - Chiang Mai - Emmy Sawyer - Phuket - Benjarat Akkarawanichsil Aebi - Chumphon - Praewwanich Ruangthong - Nakhon Pathom - Natthapat Pongprapan - Chiang Mai - Alexandra Hänggi - Phetchaburi - Thaweeporn Phingchamrat - Bangkok - Patitta Suntivijj |

### Comodín del Discurso
| Premio   | Candidata |
| -------- | --- |
| Ganadora | - Phuket - Amanda Obdam |
| Top 10   | - Bangkok - Chanakarn Suksatit - Bangkok - Nuttha Thongkaew - Chiang Mai - Alexandra Hänggi - Chiang Mai - Emmy Sawyer - Chiang Mai - Praveenar Singh - Chiang Mai - Wanvisa Maya Goldman - Phuket - Benjarat Akkarawanichsil Aebi - Prachuap Khiri Khan - Punika Kulsoontornrut - Ubon Ratchathani - Baralee Ruamrak |

### Comodín del Retrato
| Premio   | Candidata |
| -------- | --- |
| Ganadora | - Chumphon - Praewwanich Ruangthong |
| Top 10   | - Bangkok - Areeya Sinlapanawa - Chiang Mai - Emmy Sawyer - Chiang Mai - Praveenar Singh - Chumphon - Jareerat Petchsom - Phetchaburi - Thaweeporn Phingchamrat - Phuket - Amanda Obdam - Prachuap Khiri Khan - Punika Kulsoontornrut - Ratchaburi - Kanyanut Numnaree - Saraburi - Sirilux Songsri |

### Comodín de Traje de Baño
| Premio   | Candidata |
| -------- | --- |
| Ganadora | - Prachuap Khiri Khan - Punika Kulsoontornrut |
| Top 10   | - Chiang Mai - Alexandra Hänggi - Chiang Mai - Emmy Sawyer - Chiang Mai - Praveenar Singh - Chumphon - Praewwanich Ruangthong - Khon Kaen - Wichuda Kamyos - Phetchaburi - Thaweeporn Phingchamrat - Phuket - Amanda Obdam - Phuket - Benjarat Akkarawanichsil Aebi - Saraburi - Sirilux Songsri |

### Miss Piel Perfecta
| Premio   | Candidata |
| -------- | --- |
| Ganadora | - Chiang Mai - Praveenar Singh |
| Top 5    | - Prachuap Khiri Khan - Punika Kulsoontornrut - Phetchaburi - Thaweeporn Phingchamrat - Phuket - Amanda Obdam - Chiang Mai - Emmy Sawyer |

### Mejor en Traje Nacional
| Premio   | Candidata                                                      |
| -------- | -------------------------------------------------------------- |
| Ganadora | - Bangkok - Praewatchara Schmid                                |
| Top 3    | - Chiang Mai - Praveenar Singh - Bangkok - Arisara Purechatang |

### Mejores en Vestido de Noche
| Premio | Candidata |
| ------ | --- |
| Top 5  | - Prachuap Khiri Khan - Punika Kulsoontornrut (Final) - Chumphon - Jareerat Petchsom (Preliminar) - Chiang Mai - Alexandra Hänggi (Final) - Phuket - Amanda Obdam (Preliminar) - Phuket - Amanda Obdam (Final) |

## Candidatas
29 candidatas compitieron por el título de Miss Universo Tailandia 2020.
| N.º | Nombre                        | Edad | Estatura        | Provincia           | Posición alcanzada           |
| --- | ----------------------------- | ---- | --------------- | ------------------- | ---------------------------- |
| 1   | Benjarat Akkarawanichsil Aebi | 26   | 1,72 m (5′ 8″)  | Phuket              | Top 10                       |
| 5   | Natthapat Pongprapan          | 26   | 1,70 m (5′ 7″)  | Nakhon Pathom       | Top 20                       |
| 6   | Arisara Purechatang           | 21   | 1,72 m (5′ 8″)  | Bangkok             | Top 20                       |
| 8   | Praveenar Singh               | 24   | 1,78 m (5′ 10″) | Chiang Mai          | Primera finalista            |
| 9   | Piyathida Phothong            | 20   | 1,73 m (5′ 8″)  | Surat Thani         |                              |
| 18  | Punika Kulsoontornrut         | 28   | 1,75 m (5′ 9″)  | Prachuap Khiri Khan | Segunda finalista            |
| 26  | Emmy Sawyer                   | 19   | 1,73 m (5′ 8″)  | Chiang Mai          | Top 10                       |
| 27  | Manatsawee Nilbuala           | 20   | 1,76 m (5′ 9″)  | Nakhon Ratchasima   |                              |
| 30  | Pornpreeya Jumnongbut         | 26   | 1,67 m (5′ 6″)  | Bangkok             | Top 20                       |
| 33  | Patitta Suntivijj             | 26   | 1,68 m (5′ 6″)  | Bangkok             | Top 10                       |
| 38  | Nuttha Thongkaew              | 27   | 1,68 m (5′ 6″)  | Bangkok             | Top 20                       |
| 43  | Wanvisa Maya Goldman          | 26   | 1,70 m (5′ 7″)  | Chiang Mai          | Top 20                       |
| 45  | Radamanee Kanjanarat          | 24   | 1,70 m (5′ 7″)  | Bangkok             | Top 20                       |
| 49  | Jareerat Petsom               | 27   | 1,68 m (5′ 6″)  | Chumphon            | Top 20                       |
| 50  | Sirilux Songsri               | 24   | 1,70 m (5′ 7″)  | Saraburi            | Top 20                       |
| 52  | Thidapon Ketthong             | 26   | 1,72 m (5′ 8″)  | Sukhothai           | Top 20                       |
| 56  | Praewwanich Ruangthong        | 28   | 1,72 m (5′ 8″)  | Chumphon            | Tercera finalista            |
| 59  | Pimnada Kittivisarnvong       | 26   | 1,72 m (5′ 8″)  | Bangkok             |                              |
| 61  | Pathinya Triwiwatkul          | 23   | 1,73 m (5′ 8″)  | Bangkok             |                              |
| 62  | Kanyanut Numnaree             | 27   | 1,76 m (5′ 9″)  | Ratchaburi          |                              |
| 64  | Chutikarn Suwannakote         | 21   | 1,70 m (5′ 7″)  | Nonthaburi          |                              |
| 71  | Praewatchara Schmid           | 27   | 1,70 m (5′ 7″)  | Bangkok             |                              |
| 77  | Wichuda Kamyos                | 22   | 1,75 m (5′ 9″)  | Khon Kaen           | Top 20                       |
| 79  | Thaweeporn Phingchamrat       | 24   | 1,70 m (5′ 7″)  | Phetchaburi         | Top 10                       |
| 88  | Areeya Sinlapanawa            | 25   | 1,70 m (5′ 7″)  | Bangkok             |                              |
| 91  | Alexandra Hänggi              | 21   | 1,72 m (5′ 8″)  | Chiang Mai          | Cuarta finalista             |
| 92  | Baralee Ruamrak               | 21   | 1,70 m (5′ 7″)  | Ubon Ratchathani    |                              |
| 96  | Chanakarn Suksatit            | 26   | 1,74 m (5′ 9″)  | Bangkok             | Top 10                       |
| 97  | Amanda Obdam                  | 27   | 1,70 m (5′ 7″)  | Phuket              | Miss Universo Tailandia 2020 |

## Cruces y regresos
Candidatas que previamente compitieron en ediciones anteriores de Miss Universo Tailandia y otros concursos de belleza locales e internacionales con sus respectivas posiciones:

### Concursos provinciales
Miss Sisaket
- 2020: Baralee Ruamrak (Ganadora)

Miss Chiang Mai
- 2020: Alexandra Hänggi (Ganadora)

Miss Prachuap Khiri Khan
- 2019: Kanyanut Numnaree (Ganadora)

Miss Grand Bangkok
- 2018: Chanakarn Suksatit
- 2020: Piyathida Phothong (Segunda finalist)
- 2020: Thidapon Ketthong (Segunda finalista)

Miss Grand Khon Kaen
- 2020: Wichuda Kamyos (Top 10)

Miss Grand Chaiyaphum
- 2020: Wichuda Kamyos (Primera finalista)

Miss Grand Chanthaburi
2017: Thaweeporn Phingchamrat (Ganadora)
Miss Grand Nakhon Pathom
- 2017: Natthapat Pongpraphan (Ganadora)

Miss Grand Nakhon Ratchasima
- 2019: Manatsawee Nilbula

Miss Grand Phuket
- 2016: Amanda Obdam (Ganadora)

Miss Grand Nan
2019: Kanyanut Numnaree (Primera finalista)
Miss Grand Mukdahan
- 2020: Wichuda Kamyos (Primera finalista)

Miss Grand Yasothon
- 2019: Manatsawee Nilbula

Miss Grand Ratchaburi
- 2016: Kanyanut Numnaree
- 2017: Kanyanut Numnaree
- 2018: Kanyanut Numnaree (Primera finalista)

Miss Grand Songkhla
- 2018: Radamanee Kanjanarat (Primera finalista)

Miss Grand Sukhothai
- 2018: Thidapon Ketthong (Ganadora)

Miss Grand Ubon Ratchathani
- 2020: Baralee Ruamrak

Miss Supranacional Bangkok
- 2018-19: Chanakarn Suksatit

Miss Supranacional Songkhla
- 2019: Radamanee Kanjanarat (Ganadora)

### Concursos nacionales
Miss Teen Tailandia
- 2016: Emmy Kym Sawyer (Segunda finalista)

Miss Tailandia
- 2020: Kanyanut Numnaree
- 2020: Natthapat Pongpraphan (Ganadora)
- 2020: Patita Suntivijj (Cuarta finalista)
- 2020: Praewatchara Schmid (Top 16)

Miss Tailandia Mundo
- 2015: Amanda Obdam (Top 10)
- 2018: Praewwanich Ruangthong (Primera finalista)

Miss Universo Tailandia
- 2013: Punika Kulsoontornrut
- 2013: Wanvisa Maya Goldman (Segunda finalista)
- 2017: Jareerat Petchsom (Top 10)
- 2018: Praveenar Singh (Segunda finalista)
- 2019: Patita Suntivijj (Top 10)
- 2019: Chanakarn Suksatit
- 2019: Nuttha Thongkaew
- 2019: Praewatchara Schmid (Top10)
- 2019: Pimnada Kittivisarnvong

Miss Grand Tailandia
- 2016: Amanda Obdam (Top 10)
- 2017: Thaweeporn Phingchamrat (Tercera finalista)
- 2017: Natthapat Pongpraphan
- 2018: Thidapon Ketthong

Miss Supranacional Tailandia
- 2019: Radamanee Kanjanarat (Finalista - Miss Tailandia Embajadora del Mundo)

Miss Turismo Mundial Tailandia
- 2020: Jareerat Petchsom (Top 10)
- 2020: Kanyanut Numnaree

Miss Modelo Tailandia
- 2018 Kanyanut Numnaree (Segunda finalista)

Miss Tierra Tailandia
- 2013: Punika Kulsoontornrut (Ganadora)

Miss Thinn Thai Ngarm
- 2018: Praewwanich Ruangthong (Primera finalista)

### Concursos internacionales
Miss Internacional
- 2014: Punika Kulsoontornrut (Segunda finalista)

Miss Supranacional
- 2021: Benjarat Akkarawanichsil Aebi (Top 24)

Miss Tierra
- 2013: Punika Kulsoontornrut (Segunda finalista)

Miss Continentes Unidos
- 2017: Thaweeporn Phingchamrat (Tercera finalista)

Miss Turismo Metropolitano Internacional
- 2016: Amanda Obdam (Ganadora)

Miss Cosmo World
- 2017: Natthapat Pongpraphan (Ganadora)

Embajador y Embajadora del Mundo
- 2019: Radamanee Kanjanarat (No se realizó ningún concurso)